# Paul Ehrenfest
Paul Ehrenfest (18 de enero de 1880 – 25 de septiembre de 1933), fue un físico austríaco; el cual obtuvo la nacionalidad neerlandesa el 24 de marzo de 1922. Sus principales contribuciones se produjeron en el campo de la Física estadística y su relación con la mecánica cuántica y también la teoría de cambio de estado y el teorema de Ehrenfest. En diciembre de 1904, contrajo matrimonio con la matemática rusa Tatyana Alexeyevna Afanasyeva (1876–1964), que se convirtió en una de sus colaboradoras. Tuvieron dos hijas y dos hijos: Tatyana (1905-1984), quien también se convirtió en matemática, Galinka (1910-1979) ilustradora de libros para niños, Paul Jr. (1915-1939) físico y Vassily (1918-1933). Sumido en una grave depresión, se suicidó en 1933, el mismo día en el que también acabó con la vida de su hijo, Vassily, que padecía síndrome de Down.